# 235-й ракетный полк
235-й гвардейский ракетный Ивановский полк (в/ч № 12465) — полк в составе 54-й гвардейской ракетной ордена Кутузова дивизии 27-й гвардейской ракетной Витебской Краснознамённой армии Ракетных войск стратегического назначения, дислоцированный в селе Нельша Ивановской области.
235-й гвардейский ракетный Ивановский полк неоднократно участвовал в парадах на Красной площади, в 1990, 2008, 2011 и 2014 годах.

## История
235-й ракетный полк (235 рп) был сформирован в г. Тейково Ивановской области в соответствии с директивой МО СССР № ОРГ/7/112239 от 27 сентября 1966 и директивой Главнокомандующего РВСН № 328843 от 8 октября 1966 года. Формирование полка велось заместителем командира по ракетному вооружению гвардии инженер-капитаном Олегом Афанасьевичем Кобелевым.
5 января 1967 года первым командиром полка приказом ГК РВ № 033 был назначен гвардии подполковник Аверьянов Михаил Васильевич. 21 сентября 1967 года начальником штаба 3-го отдельного гвардейского ракетного корпуса полку было вручено Боевое Знамя.
27 декабря 1968 года в 10:00 полк заступил на боевое дежурство на ракетном комплексе шахтного базирования с одиночными стартами УР-100 (8К84) главного конструктора В. Н. Челомея. В состав полка входили 10 ШПУ в позиционном районе БРК-3. В 1973 году ракеты полка были заменены на УР-100К (15А20) с разделяющейся головной частью рассеивающегося типа. С этими ракетами полк нёс боевое дежурство вплоть до 1988 года.
В декабре 1987 года в соответствии с директивой Генерального Штаба ВС и ГК РВСН полк был снят с боевого дежурства на комплексе 8К84 для перевооружения на подвижный грунтовый ракетный комплекс «Тополь» (15П158). После переподготовки личного состава полка в учебном центре на полигоне «Плесецк», в октябре 1988 года боевым расчётом полка под командованием командира дивизиона гвардии майора И. В. Чеботарёва был успешно выполнен учебно-боевой пуск (УБП) МБР 15Ж58. А 13 декабря 1988 года 235 рп заступил на боевое дежурство на боевом ракетном комплексе (БРК) «Тополь» (9 ракет — 3 дивизиона по 3 пусковых установки в каждом).
В мае 1990 года в ходе проверки Главной Инспекции МО СССР 1-й ракетный дивизион полка был передислоцирован на полигон «Плесецк», откуда 22 мая боевой расчёт под командованием гвардии майора В. А. Сасина провёл пуск ракеты. 7 ноября 1990 года автономные пусковые установки (АПУ) РК «Тополь» 235-го ракетного полка были впервые продемонстрированы в ходе 120-го юбилейного парада на Красной Площади в Москве. Марш 9-ти АПУ из позиционного района 54-й ракетной дивизии в Москву и обратно был совершён своим ходом под командованием гвардии полковника А. Ф. Шурко, за что он был награждён орденом Красной Звезды.
27 ноября 1999 года Указом Президента РФ полку было присвоено почётное наименование «Ивановский».
26 марта 2003 года в ходе итоговой проверки Военной инспецией МО РФ, на полигоне «Плесецк», расчётом возглавляемым командиром полка гвардии полковником С. Г. Акимовым был успешно выполнен учебно-боевой пуск ракеты 15Ж58.
24 марта 2008 года 235 рп было вручено Боевое Знамя нового образца, с которым полк 9 мая 2008 года в колонне боевых машин прошёл по Красной Площади. В том же году полк был перевооружён на новый ПГРК «Тополь-М».

## Командование
- 1967—1974 гг. — гвардии полковник Аверьянов Михаил Васильевич
- 1974—1980 гг. — гвардии полковник Михайлов Борис Тимофеевич
- 1980—1984 гг. — гвардии полковник Сипягин Владимир Яковлевич
- 1984—1986 гг. — гвардии подполковник Петухов Михаил Евгеньевич
- 1986—1989 гг. — гвардии подполковник Абросимов-Федосеев Владимир Владимирович
- 1989—1993 гг. — гвардии полковник Шурко Анатолий Фёдорович
- 1993—1994 гг. — гвардии подполковник Чеботарёв Иван Васильевич
- 1994—1996 гг. — гвардии полковник Таразевич Валерий Евгеньевич
- 1996—1999 гг. — гвардии полковник Зиневич Николай Николаевич
- 1999—2005 гг. — гвардии полковник Акимов Сергей Геннадьевич
- 2005—2007 гг. — гвардии полковник Севостьяненко Сергей Владимирович
- С марта 2007 по 2009 год — гвардии полковник Герасименко Юрий Степанович
- С 2009 по 2011 год — гвардии полковник Казаков Сергей Владимирович
- С 2011 — по 2013 год гвардии полковник Левицкий Евгений Борисович
- С 9 января 2013 года — гвардии подполковник Фиофанов Данил Николаевич (с 8.05.2015 г — гвардии полковник(досрочно на 1 год)).
- С февраля 2016 года — гвардии полковник Александров Алексей Борисович
- С апреля 2018 года по июль 2022 года - гвардии полковник Соколов Евгений Викторович
- С июля 2022 года - гвардии полковник Изюмов Дмитрий Васильевич.

## Вооружение
- С 1968 по 1973 — УР-100 (8К84)
- С 1973 по 1988 — УР-100К (15А20)
- С 1988 по 2008 — РТ-2ПМ «Тополь» (15П158)
- С 2008 года на вооружении полка находится ракетный комплекс РТ-2ПМ2 «Тополь-М» (с ракетой 15Ж55)[1].

## Подразделения
- Управление полка.
- Дивизион боевого управления
- 3 ракетных дивизиона.
- Группа инженерного обеспечения.
- Рота материально-технического обеспечения.
- Ремонтно-эксплуатационное отделение.
- Дивизион боевого обеспечения(3 группы охраны и разведки,1 группа антитеррора)
- Дежурная пожарная команда
- Другие части.